# Frostiga lejonnebulosan
Frostiga lejonnebulosan är en protoplanetarisk nebulosa (PPN) på ungefär 3 000 ljusårs avstånd i stjärnbilden Lejonet. Den är en biopolarisk nebulosa och en spektral bipolär nebulosa. Dess centralstjärna är av spektraltyp K7 II  och i sig själv kallad Frostiga Lejonet. Den är ovanlig eftersom den har en extremt djup absorptionslinje på 3,1 µm och det är ovanligt att ett objekt så nära har en sådan djup absorptionsförmåga. Den är också ovanligt belägen mer än 900 parsec över Vintergatans plan. (Bourke et al. 2000) Dessutom hade den 1990 det enda kända PPN-cirkumstellära utflödet där kristallin is dominerar det långvågiga emissionsspektrumet och det enda kända PPN med punktreflektionssymmetriska avvikelser från axiell symmetri.

## Färger och filter
| Band                    | Våglängd | Teleskop             |
| ----------------------- | -------- | -------------------- |
| Optisk V                | 606 nm   | Hubbleteleskopet ACS |
| Optisk pseudogrön (V+I) |          | Hubbleteleskopet ACS |
| Infraröd I              | 814 nm   | Hubbleteleskopet ACS |

## Egenskaper
Lejonnebulosan har två lober som är separerade med 2 bågsekunder, mellan vilka det finns en nästan kant i kant stoftring. Den har också två relativt svaga men framträdande kompakta nebulositeter, eller ansae, separerade med  ca 23 bågsekunder längs PPN:s polära axel. PPN som helhet har en timglasliknande form. Den har en lutningsvinkel på 15° i förhållande till himmelsplanet. Dess molekylära hölje expanderar med en hastighet av ca 25 km/s.

## Observationshistorik
Denna PPN observerades 1983 av den astronomiska satelliten för infraröd observarion (IRAS) och blev känd för dess exceptionellt låga IRAS-färgtemperaturer. Den har också ett unikt skarpt maximum vid 60 μM.

## Punktsymmetri
Den är den första bipolära PPN som är känd för att ha punktreflektionssymmetri (alla andra är axiellt symmetriska). Punktsymmetri är ett ganska vanligt drag hos planetariska nebulosor, vilket finns i NGC 2022, NGC 2371-2, NGC 6309, Kattögenebulosan, NGC 6563, Hantelnebulosan, Saturnusnebulosan, A24 och Hb5. Morris & Reipurth postulerade 1990 att punktsymmetri antingen beror på att det bipolära utflödet styrs av en precesserande skiva eller en precesserande gemensam enveloppsbinär. 

## Benämning
Forveille et al. 1987 döpte IRAS 09371+1212 till "Lejonets frostiga nebulosa" på grund av deras tolkning av objektets extremt ovanliga fjärrinfraröda spektrum, att vatten till stor del utarmas i dess gasformiga tillstånd genom iskondensation till korn, och för dess placering i Lejonets stjärnbild. Deras tolkning verifierades senare 1988 av tre oberoende artiklar. Omont et al. 1990 observerade vidare i bandet mellan 35 och 65 μM att mycket kalla (<50 K) silikatstoftkorn, rikligt täckta med kristallin is, är orsak till överskottet på 60 μM.